# Ровнянская сельская община
Ровнянская сельская община (укр. Рівнянська сільська громада) — территориальная община в Новоукраинском районе Кировоградской области Украины.
Административный центр — село Ровное.
Население составляет 10420 человек. Площадь — 566,7 км².
В соответствии с распоряжением Кабинета Министров Украины от 12 июня 2020 года, в состав общины вошли территории Ивановского, Ровнянского, Камышеватского, Малопомошнянского, Малотимошовского, Новоегоровского и Семенастовского сельских советов Новоукраинского района

## Населённые пункты
В состав общины входит 2 посёлка и 27 сёл:
- Ровное
  - Вольное
  - Ивановцы
  - Лозоватка
  - Радостное
  - Червоный Ташлык
- Ивановский старостинский округ:
  - Посёлок Константиновка
  - Вишнёвое
  - Ивановка
  - Квитка
  - Пищанское
  - Солдатское
  - Степовое
- Камышеватский старостинский округ:
  - Водяное
  - Камышеватое
  - Софиевка
- Малопомошнянский старостинский округ:
  - Высоцкое
  - Ковалёвка
  - Малая Помошная
  - Поддубное
- Малотимошовский старостинский округ:
  - Посёлок Новосёловка
  - Варваровка
  - Малая Тимошовка
- Новоегоровский старостинский округ:
  - Весёлый Кут
  - Леонтовичево
  - Нововодяное
  - Новоегоровка
- Семенастовский старостинский округ:
  - Нерубаевка
  - Семенастое